# Heiko Vogler
Heiko Vogler (* 25. Januar 1984 in Heilbronn) ist ein ehemaliger deutscher Eishockeyspieler und derzeitiger -trainer.

## Spielerkarriere
Vogler begann seine Karriere in der Nachwuchsabteilung des Heilbronner EC. Zur Saison 2000/01 hatte er mit der HEC 1b seinen ersten Einsatz in der Regionalliga und kurz darauf bestritt Vogler sein erstes Spiel mit der ersten Mannschaft des HEC in der 2. Bundesliga. Weitere Stationen, bei denen er als Spieler unter Vertrag genommen wurde, waren die Augsburger Panther aus der Deutschen Eishockey Liga (DEL) sowie die Oberligisten EC Peiting, Rote Teufel Bad Nauheim und ERC Sonthofen. Des Weiteren lief er für den EHC 80 Nürnberg und EV Füssen auf. Im Verlauf seiner Karriere spielte der Verteidiger 15-mal in der DEL, 20-mal in der 2. Bundesliga, 277-mal für Drittligisten und 152-mal in der Regionalliga. In der Zeit wurde er mit den Heilbronner Falken Deutscher Oberligameister mit Aufstiegsrecht in die 2. Bundesliga, Oberliga-Vizemeister Süd/West und zweimaliger Regionalliga-Meister Süd/West. Mit Ablauf der Oberligasaison 2015/16 beendete er beim ERC Sonthofen seine Karriere als Spieler. Obwohl Vogler bereits zwei Jahre als Trainer tätig war, trat er in der Saison 2018/19 nochmal für eine Regionalliga-Spielzeit bei den Eisbären Heilbronn als Spielertrainer an.

## Trainerkarriere
Der ERC Sonthofen war im Spieljahr 2015/16 Voglers erste Station als Trainer, wo er zunächst die U16-Mannschaft des ERC trainierte. Eine Saison später übernahm er die erste Mannschaft des ERC Sonthofen als Cheftrainer, die er bis ins Halbfinale der Spielzeit 2016/17 führte. Die weiteren Stationen waren die HEC Eisbären Heilbronn, die Vogler als Spielertrainer betreute, die Stuttgart Rebels aus der Regionalliga und das U20-Team des Augsburger EV aus der Deutschen Nachwuchsliga (DNL), das Vogler im Dezember 2019 als Cheftrainer übernahm. Neben seiner Trainertätigkeit mit der U20 war er auch als sportlicher Leiter für den gesamten Nachwuchs des AEV zuständig und gehörte als sogenannter Development Coach zum Trainerstab der Augsburger Panther. Von 2016 bis 2018 war er zudem Sportmanager beim ERC Sonthofen und von 2018 bis 2019 bei den Eisbären Heilbronn.
Im Dezember 2021 wurde Vogler Cheftrainer des DEL2-Teams EV Landshut, zu diesem Zeitpunkt war Vogler 37 Jahre alt und damit der bis dato jüngste Cheftrainer der DEL2.
Er gelang ihm den EVL von Platz 13 auf Platz 10 zu führen und konnte somit die Play-down-Runde vermeiden. In der Saison 22/23 wurde Vogler mit dem EV Landshut 7. der Hauptrunde und schied im Viertelfinale gegen Ravensburg aus. Die Hauptrunde der Saison 23/24 konnte man auf dem vierten Platz abschließen, jedoch schied man wieder im Viertelfinale aus.

## Erfolge und Auszeichnungen
- 2007 Meister der Oberliga und Aufstieg in die 2. Bundesliga mit den Heilbronner Falken
- 2013 Meister der Regionalliga Süd/West mit den Eisbären Heilbronn
- 2014 Meister der Regionalliga Süd/West mit den Eisbären Heilbronn